# Hilary Nussbaum

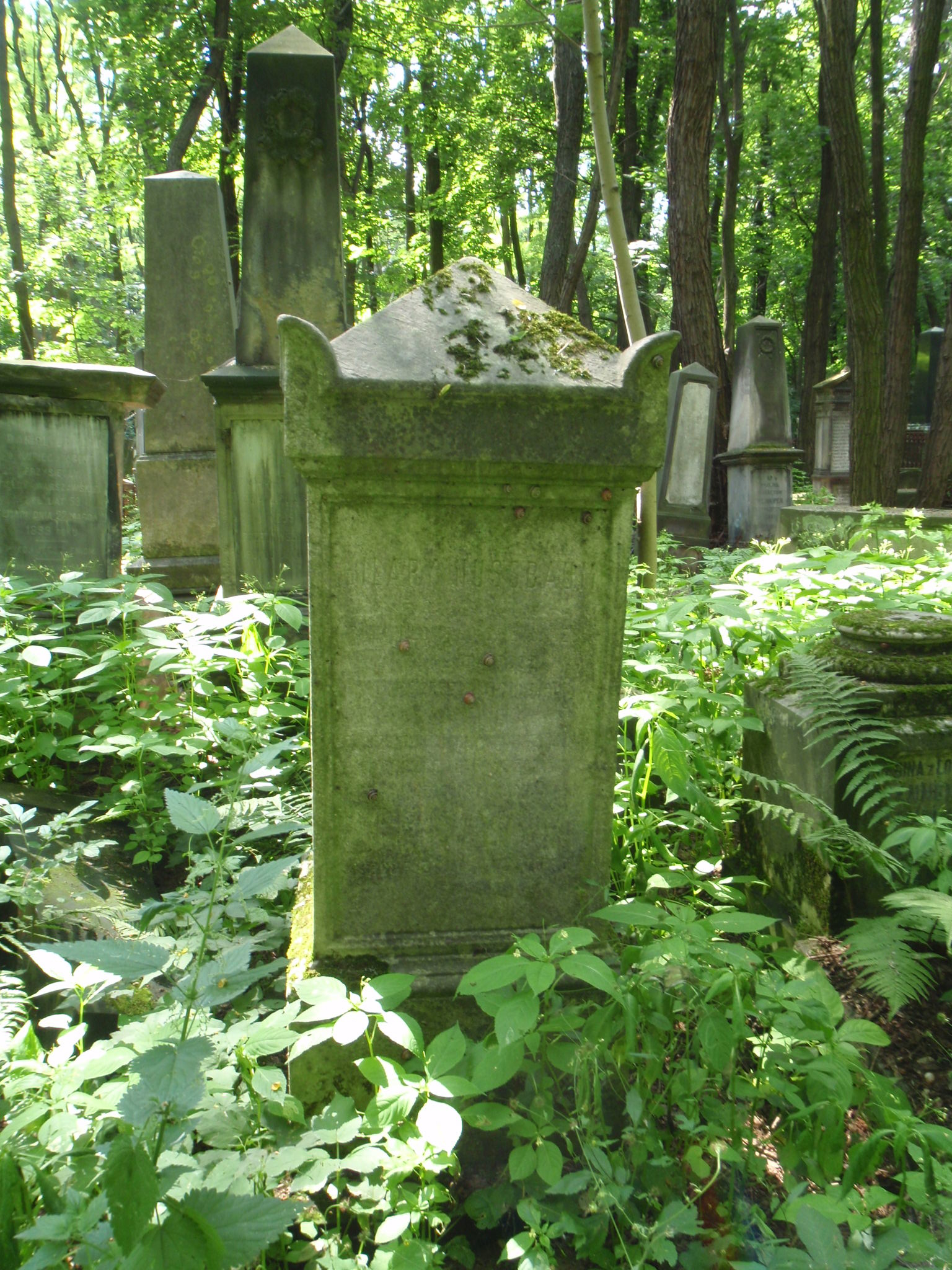
Grób Hilarego Nussbauma na cmentarzu żydowskim w Warszawie

Hilary Nussbaum (ur. 1820, zm. 17 listopada 1895 w Warszawie) – polski publicysta, historyk i działacz społeczny żydowskiego pochodzenia.

## Życiorys
W wieku 21 lat ukończył w 1841 roku ukończył Warszawską Szkołę Rabinów. W 1842 roku poślubił Ewę Tanenbaum, córkę hebrajskiego pisarza i moralisty Mojżesza Tanenbauma. Był współorganizatorem powstania warszawskiej synagogi na Nalewkach, w której od 1848 roku kazania wygłaszano po polsku. Uczestniczył w ufundowaniu Wielkiej Synagogi przy ulicy Tłomackie.  Działał w zarządzie warszawskiej gminy żydowskiej, starając się o zmianę jej struktur, systemu wyborów i zakres działalności środowiskowo-edukacyjnej. 
Jego prace ukazywały się na łamach pism Jutrzenka i Izraelita. Był współtwórcą i członkiem instytucji charytatywnych. 
Podczas powstania styczniowego niósł pomoc rodzinom zesłanym przez władze carskie. Był członkiem żydowskiej organizacji wspierającej powstańców. 
Apelował, aby wydać Biblię hebrajską po polsku, przygotować polskojęzyczną gramatykę języka hebrajskiego albo publikować dzieła literatury hebrajskiej w polskim przekładzie. Współpracował z polskojęzycznym czasopismem „Izraelita” oraz hebrajskimi „Hacefira” i „Hamagid”. 
Ojciec neurologa i filozofa medycyny Henryka Nusbauma i zoologa Józefa Nusbauma-Hilarowicza. 
Zmarł w Warszawie. Jest pochowany na cmentarzu żydowskim przy ulicy Okopowej (kwatera 33, rząd 2).

## Wybrane publikacje
- 1880: Z teki weterana warszawskiej gminy starozakonnych
- 1881: Szkice historyczne z życia Żydów w Warszawie, od pierwszych śladów pobytu ich w tem mieście do chwili obecnej
- 1888: Historja Żydów od Mojżesza do epoki obecnej
- 1893: Przewodnik judaistyczny obejmujący kurs literatury i religii